# Swag (Justin Bieber)
Swag è il settimo album in studio del cantante canadese Justin Bieber, pubblicato l'11 luglio 2025 dall'ILH Production e Def Jam.

## Promozione
Nel gennaio 2023, è stato riportato per la prima volta che l'artista stava lavorando al suo settimo LP, dopo aver rivelato a maggio 2022 che l'album era quasi completato. Il britannico Ed Sheeran e la moglie di Bieber, Hailey Bieber, hanno entrambi parlato di tracce inedite del disco. Il 31 gennaio 2024 Bieber è stata pubblicata una serie di foto in cui l'interprete si esibiva insieme ad altri musicisti in uno studio di registrazione.
Bieber ha trascorso la prima metà del 2025 condividendo immagini di sé mentre lavorava a nuova musica, principalmente attraverso il suo profilo Instagram, oltre a pubblicare messaggi criptici sui suoi social. Ha ufficialmente completato la registrazione dell'album nell'aprile 2025 in Islanda. Il cantante ha successivamente condiviso foto da uno studio di registrazione lì tramite le sue storie di Instagram. Il 10 luglio 2025, cartelloni pubblicitari con la parola «swag» sono apparsi in varie località del mondo, tra cui Los Angeles e Reykjavík, quest'ultima visitata dall'artista durante la registrazione delle canzoni per l'album. Un altro cartellone a Times Square e Manhattan, e ha successivamente rivelato la lista tracce da venti composizioni. Prima dell'uscita, Bieber ha ospitato sessioni di jam nella sua casa a Los Angeles all'inizio dello stesso anno con Carter Lang, Eddie Benjamin e DJ Tay James.

## Accoglienza
| Recensione      | Giudizio |
| --------------- | -------- |
| Clash           | 7/10     |
| Consequence     | C+       |
| NME             |          |
| Pitchfork       | 7,3/10   |
| Rolling Stone   |          |
| Slant Magazine  |          |
| The Guardian    |          |
| The Independent |          |

Swag è stato accolto da recensioni perlopiù positive da parte della critica specializzata. Secondo l'aggregatore Metacritic, che assegna punteggi normalizzati su 100 tramite i giudizi formulati da critici influenti, l'album ha totalizzato 66 punti su dodici recensioni, equivalenti ad «acclamazione universale».

## Tracce
1. All I Can Take – 4:07 (Justin Bieber, Eddie Benjamin, Carter Lang, Dylan Wiggins, Daniel Chetrit, Tobias Jesso Jr., Jackson Morgan)
2. Daisies – 2:56 (Justin Bieber, Dijon Duenas, Michael Gordon, Michael Gordon, Eddie Benjamin, Carter Lang, Dylan Wiggins, Daniel Chetrit, Tobias Jesso Jr.)
3. Yukon – 2:43 (Justin Bieber, Dijon Duenas, Carter Lang, Dylan Wiggins, Daniel Chetrit, Tauheed Epps, Marshall Mathers III, Kejuan Muchita, David White, John Medora, Robert Crawford)
4. Go Baby – 3:14 (Justin Bieber, Eddie Benjamin, Carter Lang, Dylan Wiggins, Eli Teplin, Tobias Jesso Jr., Jackson Morgan, Daniel Chetrit)
5. Things You Do – 1:48 (Justin Bieber, Carter Lang, Dijon Duenas)
6. Butterflies – 3:13 (Justin Bieber, Eddie Benjamin, Carter Lang, Dylan Wiggins, Daniel Chetrit, Tobias Jesso Jr., Jackson Morgan)
7. Way It Is (con Gunna) – 3:15 (Justin Bieber, Sergio Kitchens, Carter Lang, Dylan Wiggins, Eddie Benjamin, Tobias Jesso Jr., Jackson Morgan, Daniel Chetrit)
8. First Place – 3:20 (Justin Bieber, Kevin Rhomberg, Carter Lang, Dylan Wiggins, Eddie Benjamin, Tobias Jesso Jr., Jackson Morgan, Daniel Chetrit)
9. Soulful (con Druski) – 0:36 (Justin Bieber, Drew Desbordes)
10. Walking Away – 4:04 (Justin Bieber, Eddie Benjamin, Carter Lang, Dylan Wiggins, Tobias Jesso Jr., Jackson Morgan, Daniel Chetrit)
11. Glory Voice Memo – 1:24 (Justin Bieber, Carter Lang, Dylan Wiggins, Daniel Chetrit)
12. Devotion (con Dijon) – 3:54 (Justin Bieber, Carter Lang, Dylan Wiggins, Daniel Chetrit, Ashton Simmonds, Dijon Duenas)
13. Dadz Love (con Lil B) – 2:25 (Justin Bieber, Brandon McCartney, Kevin Rhomberg, Carter Lang, Dylan Wiggins, Daniel Chetrit)
14. Therapy Session (con Druski) – 1:18 (Justin Bieber, Drew Desbordes)
15. Sweet Spot (con Sexyy Red) – 3:05 (Justin Bieber, Janae Wherry, James Harris III, Terry Lewis, Elmer Bernstein, Carter Lang, Dylan Wiggins, Daniel Chetrit, Eddie Benjamin, Jackson Morgan, Tobias Jesso Jr.)
16. Standing on Business (con Druski) – 0:50 (Justin Bieber, Drew Desbordes)
17. 405 – 3:32 (Justin Bieber, Carter Lang, Dylan Wiggins, Daniel Chetrit, Eddie Benjamin, Jackson Morgan, Tobias Jesso Jr.)
18. Swag (con Cash Cobain ed Eddie Benjamin) – 2:30 (Justin Bieber, Carter Lang, Dylan Wiggins, Cashmere Small)
19. Zuma House – 1:23 (Justin Bieber, Carter Lang)
20. Too Long – 3:04 (Justin Bieber, Carter Lang, Dylan Wiggins, Daniel Chetrit, Eddie Benjamin, Jackson Morgan, Tobias Jesso Jr., Bernard Harvey)
21. Marvin Winans – Forgiveness – 1:30 (Rick Founds)

## Classifiche
| Classifica (2025) | Posizione massima |
| ----------------- | ----------------- |
| Australia         | 2                 |
| Austria           | 1                 |
| Belgio (Fiandre)  | 1                 |
| Belgio (Vallonia) | 6                 |
| Canada            | 1                 |
| Finlandia         | 19                |
| Francia           | 10                |
| Germania          | 6                 |
| Irlanda           | 2                 |
| Islanda           | 1                 |
| Italia            | 14                |
| Lituania          | 12                |
| Norvegia          | 1                 |
| Nuova Zelanda     | 2                 |
| Paesi Bassi       | 1                 |
| Polonia           | 22                |
| Portogallo        | 1                 |
| Regno Unito       | 4                 |
| Repubblica Ceca   | 12                |
| Slovacchia        | 4                 |
| Spagna            | 8                 |
| Stati Uniti       | 2                 |
| Svezia            | 3                 |
| Svizzera          | 1                 |
| Ungheria          | 6                 |